# Xystrota flexifascia
Xystrota flexifascia är en fjärilsart som beskrevs av Louis Beethoven Prout 1910. Xystrota flexifascia ingår i släktet Xystrota och familjen mätare. Inga underarter finns listade i Catalogue of Life.